# Heidenreich Adolf von Nagel zu Loburg
Heidenreich Adolf Adrian von Nagel zu Loburg (* 14. Februar 1690; † 6. Oktober 1748 in Münster) war ein römisch-katholischer Geistlicher und Domherr in Münster und Osnabrück.

## Leben
Heidenreich Adolf Adrian von Nagel zu Loburg wurde als Sohn des Georg Joachim von Nagel zu Loburg und dessen Gemahlin Margareta Adelheid von Ende zum Pleckenpoel geboren. Mit dem Erhalt der Tonsur am 16. August 1710 wurde er auf ein geistliches Leben vorbereitet.
Nach dem Besuch des Gymnasiums Münster studierte er anschließend am Collegium Germanicum in Rom, das er als Diakon am 19. April 1714 als Diakon verließ. Papst Clemens XI. verlieh ihm im Jahre 1712 eine münstersche Dompräbende. In seiner Eigenschaft als Turnar gab ihm Ferdinand von Kerssenbrock im Jahre 1724 ein Domkanonikat in Osnabrück, auf das er 1732 zugunsten von Hermann Joseph von Beverförde verzichtete. 1726 wurde er als Propst in St. Ludgeri in Münster und St. Remigius in Borken genannt. Die Propsteiwahl zu St. Mauritz in Münster im Jahre 1727 gewann er gegen seinen Konkurrenten Jobst Matthias von Twickel. Heidenreich war Inhaber der Obedienz Lembeck sowie des Oblegiums Gassel. Er besaß auch das Archidiakonat Winterswijk. Im Jahre 1740 war er kurkölnischer und münsterscher Geheimer Rat, Kriegsrat sowie Hofkammerpräsident. Heidenreich hatte die Weihen zum Diakon erhalten.